# Twelve (film)
Twelve is een Amerikaanse dramafilm uit 2010, gebaseerd op de gelijknamige roman van Nick McDonell. De film is geregisseerd door Joel Schumacher. De film vertelt het verhaal van drugsverslaving, geweld en seks onder rijke tieners van Manhattan's Upper East Side. Het werd uitgebracht op 6 augustus 2010.
De film ging in première op het Sundance Film Festival 2010.

## Verhaal
Aan de Upper East Side worstelt White Mike, ooit een rijke, zorgeloze jongen, nu om de kost te verdienen als marihuanadealer; hij behandelt zijn voormalige klasgenoten. Zijn moeder stierf een jaar eerder, haar behandeling verteerde de rijkdom van zijn familie en liet Mike emotioneel littekens achter. Mike's vriend, Molly, weet niet dat hij een drugsdealer is. Mike's leverancier, Lionel, verkoopt de verslavende drugscocktail "Twelve" aan Mike's neef, Charlie. Charlie kan het medicijn niet betalen en probeert Lionel te beroven, maar Lionel schiet zowel Charlie als een onschuldige waarnemer, Nana, neer. Hunter, een vriend van Mike en Charlie, wordt in hechtenis genomen voor de moorden.
Verschillende andere jonge inwoners van deze rijke scene in Manhattan worden op een feest voorgesteld als klanten van White Mike, waaronder Tobias, Yvette, Sara, Jessica en de gastheer van het feest, Chris. Jessica probeert Twaalf voor het eerst, wat leidt tot een verslaving. Tijdens het feest keert de oudere broer van Chris, Claude, een sociopaat en wapenverzamelaar, terug naar huis nadat hij uit de ontwenningskliniek is ontsnapt. Hun moeder ontdekt dit en dreigt de politie te bellen. Sara manipuleert Chris om een enorm verjaardagsfeestje voor haar te geven, net voor het einde van de voorjaarsvakantie. Zij en haar vrienden nodigen iedereen uit die ze kennen om Sara's verjaardag "populair" te maken.
Geen drugs en geld meer, Jessica vraagt Lionel om langs Sara's feest te komen, zodat ze meer Twaalf kan kopen. Tobias ontmoet Molly tijdens een drugsdeal met Mike en nodigt haar uit voor Sara's feest. Mike ziet dit en belt hem om hem bij Molly weg te krijgen. Mike ontmoet haar, waar ze hem vertelt over Tobias en het feest. Molly stelt voor om Mike op zijn werk te bezoeken, wat Mike ontkent voordat hij wegrent. Molly besluit naar het feest te gaan.
Als het feest begint, sluit Claude zichzelf op in zijn kamer om te oefenen met zijn wapens. Lionel arriveert, maar is woedend op Jessica, omdat ze het beloofde geld niet heeft. Omdat ze geen geld heeft, biedt ze hem eerst orale seks aan, daarna om seks met hem te hebben, waar Lionel het mee eens is. Mike's vader belt hem om het nieuws te brengen dat Charlie dood is, zijn lichaam geïdentificeerd. Mike probeert Molly te bellen, die haar telefoon niet opneemt. Hij gaat naar het feest om haar te lokaliseren, maar wordt tegengehouden door verschillende dronken feestgangers. Hij stuit per ongeluk op Jessica en Lionel die seks hebben.
Geschrokken begint Lionel een pistool te trekken, dat Mike herkent als dat van Charlie. Terwijl Mike Lionel begint te beschuldigen van de moord, schiet Lionel hem neer, waardoor Claude zijn wapens tevoorschijn haalt en het gezelschap begint neer te schieten. Mensen rennen het feest uit, maar vele anderen worden gedood, waaronder Lionel. Claude hoort politiesirenes en rent naar buiten om zelfmoord te plegen door de politie. Terwijl Sara op sterven ligt, is haar laatste gedachte hoe dit haar beroemd zal maken. Mike wordt wakker in het ziekenhuis en Molly berispt hem voor zijn drugshandel. Hij wil haar bellen als hij naar huis wordt gestuurd, maar ze zegt nee. Mike bezoekt Nana's moeder en samen komen ze bij elkaar over hun gedeelde verdriet. Mike komt in het reine met de dood van zijn moeder.

## Rolverdeling
| Acteur            | Personage     | Opmerkingen |
| ----------------- | ------------- | --- |
| Chace Crawford    | White Mike    | een filosofische drugsdealer die zwerft door de straten van New York. Hij is erg intelligent en gebruikt nooit drugs of alcohol. |
| Emma Roberts      | Molly         | een vriendin van Mike die niet weet dat hij een drugsdealer is.                                                                  |
| 50 Cent           | Lionel        | een moorddadige drugsdealer die Mike wiet levert. Hij is de dealer die Twelve verkoopt.                                          |
| Rory Culkin       | Chris         | |
| Esti Ginzburg     | Sara Ludlow   | |
| Emily Meade       | Jessica       | |
| Charlie Saxton    | Mark Rothko   | |
| Jermaine Crawford | Nana          | |
| Dionne Audain     | Nana's moeder | |
| Billy Magnussen   | Claude        | |
| Kiefer Sutherland | een verteller | |
| Alexander Flores  | Arturo        | |
| Chanel Farrel     | Shelly        | |
| Philip Ettinger   | Hunter        | |
| Nico Tortorella   | Tobias        | |
| Zoë Kravitz       | Gabby         | |